# Jean Fresneau
Pour les articles homonymes, voir Fresneau.
Jean Fresneau est un musicien et compositeur français de la fin du XVe siècle, né à Cambrai, actif de 1470 à 1505.

## Biographie

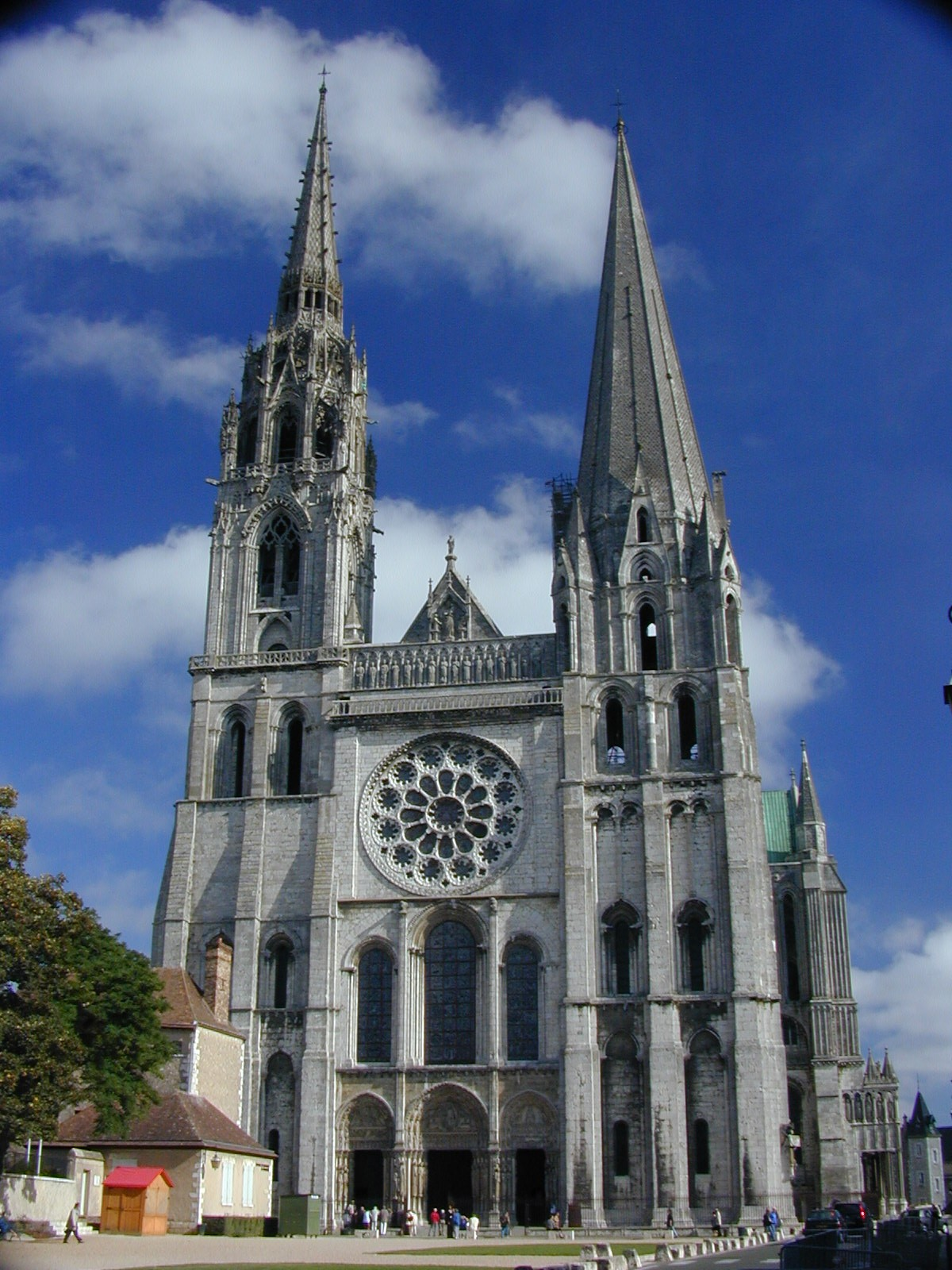
Jean Fresneau travailla à l'école de chant de la cathédrale de Chartres.

Sa biographie reste largement fragmentaire. On ne connaît rien de sa formation. Originaire de Cambrai, il est vraisemblablement prêtre. De 1470 à 1475, il est chanteur (chapelain ordinaire) à la chapelle royale de France, au service de Louis XI. En 1476, il se trouve en Italie, comme chanteur à la chapelle du duc de Milan Galéas Marie Sforza, mais l’assassinat du duc le 26 septembre 1476, et la décision de sa veuve Bonne de Savoie de supprimer la chapelle, met fin à cette carrière et il rentre en France avec d’autres musiciens français employés par la chapelle ducale : Fresneau figure avec Loyset Compère, Johannes Martini, Colinet de Lannoy et d’autres sur un laissez-passer en date du 6 février 1477.
On ne le retrouve cité que dans une bulle papale du 28 juillet 1486 parmi les membres (cantores capellani) de la chapelle royale de France, au service de Louis XII, ainsi que comme chanoine de Saint-Martin de Tours. En 1494, il reçoit le titre de procureur des chanoines de Tours auprès de l’école de chant de la cathédrale de Chartres (« prévôt du Mayet » : une dépendance de Saint-Martin de Tours, mais rattachée au diocèse de Chartres). Il l’est encore en 1505.

## Œuvre
Il est l’auteur d'une messe à quatre voix, Missa quarti toni (« Messe du quatrième ton ») ; ainsi que de cinq chansons pour trois voix en français, datées des années 1475-1480, conservées notamment dans le Chansonnier de la Biblioteca Riccardiana de Florence (ms. 2794) :
- C'est vous seulle
- De vous servir (attribué aussi à Hayne van Ghizeghem)
- Ha qu'il m'ennuye (attribué aussi à Alexandre Agricola)
- Notres assouemen (attribué aussi à Alexandre Agricola)
- Nuit et jour.

Jean Fresneau avait de son vivant une réputation bien établie : il est cité par le poète Guillaume Crétin dans son élégie Déploration sur la mort de Jean de Ockeghem en 1497 parmi les musiciens qui se doivent de rendre hommage à la mémoire du grand maître : Alexandre Agricola, Johannes Ghiselin, Johannes Prioris, Josquin des Prés, Gaspar van Weerbeke, Antoine Brumel et Loyset Compère sont invités à composer un Ne recorderis et Crétin écrit : « Prenez Fresneau pour vos chantz accorder ». Le terme « nostre maistre » employé par Crétin a fait penser que tous ces compositeurs, dont Fresneau, avaient été des élèves d'Ockeghem.

## Publication
- Jean Fresneau, Messe et chansons, éd. Olivier Carrillo et Agostino Magro, Turnhout, Brepols Publishers ; Tours, Centre d’Études Supérieures de la Renaissance, 2004 (collection « Ricercar »).